# 동호항 (거제시)
동호항은 경상남도 거제시 동부면 오송리에 있는 어항이다. 1972년 2월 23일 지방어항으로 지정하여 관리하고 있다. 시설관리자는 거제시장이다.

## 어항 시설
- 방파제 170m, 물양장 100m

## 주요 어종
- 굴, 피조개, 전어, 멸치